# Coliseum
Le Coliseum est un complexe sportif complet, situé près du centre-ville d’Amiens, en Picardie.
Inauguré en 1996 à l’emplacement de l’ancien complexe Pierre-de-Coubertin, il est ouvert à tous.
Il est en outre le lieu de résidence de nombreux clubs sportifs amiénois, dont l'équipe de hockey sur glace de l’Amiens hockey élite.

## Histoire
En 1989, la mairie d'Amiens et les services publics réalisent la nécessité de doter la ville d'une installation sportive moderne pour remplacer le « palais des sports Pierre-de-Coubertin » comportant une piscine olympique et une patinoire, datant des années 1960 et souffrant de vétusté. Le projet est confié à Pierre Parat, architecte du palais omnisports de Paris-Bercy.
En 1993, durant la phase de fondation du bâtiment, quatre habitations gallo-romaines des Ier et IIe siècles apr. J.-C. sont mises au jour ainsi que huit tonnes de matériaux (céramiques, bronze, fer, or, ivoire, etc.) qui sont venus enrichir les collections déjà importantes sur Amiens. Cette découverte, associée aux nombreuses autres trouvailles archéologiques dans la ville, a permis d'établir que Samarobriva fut l'une des plus importantes villes de Gaule du Nord.
Le 5 janvier 1996, après deux ans et demi de travaux, le nouveau complexe sportif Coliseum ouvre ses portes. Avec ses 2 882 places assises (3 400 places assises ou debout), l'enceinte devient à l'époque la plus grande surface de glace permanente de France. Cette patinoire moderne permet notamment à la ville d'accueillir les Championnats de France de patinage artistique 1997, le Championnat du monde de hockey sur glace 2006 et le Championnat du monde junior de hockey sur glace de la division 1A en 2013. Le gymnase du Coliseum accueille aussi les Championnats de France de badminton en février 2017.

## Complexe multi-fonctions

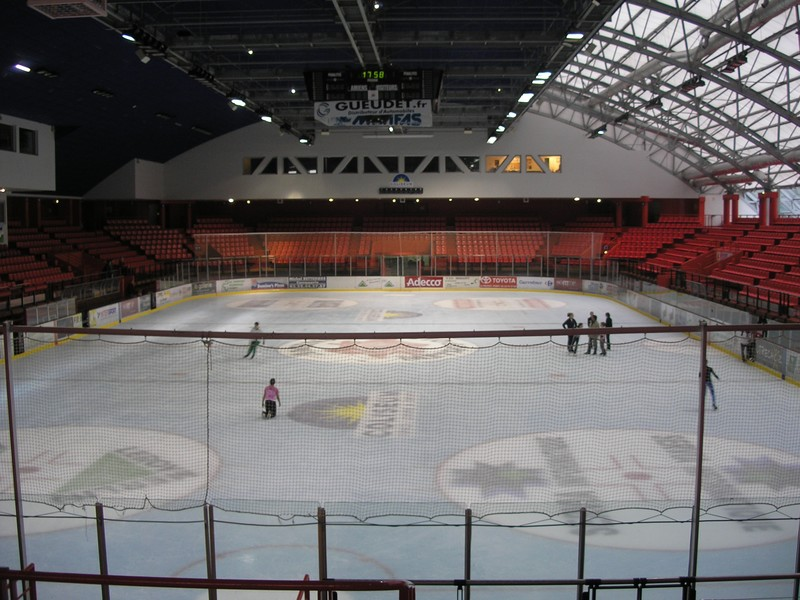
La patinoire de l’Amiens hockey élite.

Ce bâtiment abrite deux patinoires, plusieurs bassins (une piscine olympique, un petit bassin, une pataugeoire, un bassin ludique, un grand toboggan, des bains bouillonnants) et une salle omnisports de 1 500 places.
Le complexe dispose également d'un dojo, de salles de chorégraphie et d'haltérophilie. Un stadium extérieur — avec mini terrain de football synthétique — complète l'offre. 
La patinoire olympique (60 m x 30 m) accueille, entre autres, les matchs de l’Amiens hockey élite (club dont l'équipe est surnommée les « Gothiques d'Amiens ») en ligue Magnus. 
La piscine olympique voit évoluer l'Amiens Métropole Natation. 
La salle omnisports reçoit les matchs de l'Amiens Handball Club et des Écureuils d'Amiens.